# Mainake (barrio)
Mainake es un barrio perteneciente al distrito Carretera de Cádiz de la ciudad andaluza de Málaga, España. Según la delimitación oficial del ayuntamiento, limita al norte con los barrios de Guadaljaire y Puerta Blanca; al este, con el barrio de Almudena; al sur, con Finca El Pato; y al oeste, con el barrio de Málaga 2000 y el polígono industrial Carranza.

## Transporte
En autobús queda conectado mediante las siguientes líneas de la EMT: 
| Línea | Trayecto                                       | Recorrido | Frecuencia                                     |
| ----- | ---------------------------------------------- | --------- | ---------------------------------------------- |
| 5     | Alameda Principal - Guadalmar - Parque de Ocio |           |                                                |
| 9     | Alameda Principal - Churriana (Maestro Vert)   |           |                                                |
| 10    | Alameda Principal - Churriana                  | Recorrido | 25-30 minutos                                  |
| 22    | Avda. Molière - Universidad                    | Recorrido | 10 minutos (16-18 minutos en época no lectiva) |
| 31    | Paseo del Parque - Palacio de Deportes         | Recorrido | 18-25 minutos                                  |
| A     | Paseo del Parque - Aeropuerto                  | Recorrido | 30-35 minutos                                  |
| N1    | Puerta Blanca - El Palo                        | Recorrido | 25 minutos                                     |